# Tsjecho-Slowakije op de Olympische Winterspelen 1928
Tijdens de Olympische Winterspelen van 1928, die in Sankt Moritz (Zwitserland) werden gehouden, nam Tsjecho-Slowakije voor de tweede keer deel.

## Medailleoverzicht
| Sport          | Olympiër       | Discipline | Medaille |
| -------------- | -------------- | ---------- | -------- |
| Schansspringen | Rudolf Burkert | mannen     | Brons    |

## Deelnemers en resultaten

### Bobsleeën
| Olympiër                                              | Discipline                           | Resultaat | Prestatie    |
| ----------------------------------------------------- | ------------------------------------ | --------- | ------------ |
| F. Heisser R. Tenner L. Glasser J. Smutzer J. Husack  | 4/5-mansbob (m) Tsjecho-Slowakije I  | dns       | niet gestart |
| J. Wagner A. Wilfert J. Schmidt G. Leubner F. Neumann | 4/5-mansbob (m) Tsjecho-Slowakije II | dns       | niet gestart |

De reserves bij het bobsleeën, H. Porner, E. Nossek en A. Wanke namen niet deel.

### Kunstrijden
| Olympiër                     | Discipline | Resultaat | Prestatie              |
| ---------------------------- | ---------- | --------- | ---------------------- |
| Josef Slíva                  | mannen     | 5e        | pc. 36; 1469,00 punten |
| Libuše Veselá Vojtěch Veselý | paarrijden | 12e       | pc. 102; 60,00 punten  |

### Langlaufen
| Olympiër        | Discipline | Resultaat | Prestatie |
| --------------- | ---------- | --------- | --------- |
| František Donth | 18 km (m)  | 11e       | 1:47.14   |
| František Donth | 50 km (m)  | 14e       | 5:37.36   |
| Josef Feistauer | 50 km (m)  | dnf       | opgave    |
| Václav Fišera   | 50 km (m)  | 18e       | 5:42.55   |
| Josef Německý   | 50 km (m)  | 11e       | 5:35.46   |
| Otakar Německý  | 18 km (m)  | 16e       | 1:51.20   |
| Vladimír Novák  | 18 km (m)  | 12e       | 1:47.53   |

### Noordse combinatie
| Olympiër          | Discipline | Resultaat | Prestatie                                                         |
| ----------------- | ---------- | --------- | ----------------------------------------------------------------- |
| Otakar Německý    | mannen     | 9e        | 12,99 punten 18 km: 13,375 (1:50.20) schans: 12,616 (40,0+48,5 m) |
| Rudolf Burkert    | mannen     | 12e       | 12,604 punten 18 km: 6,375 (2:04.24) schans: 18,833 (61,0+62,5m)  |
| Walter Buchberger | mannen     | 18e       | 10,906 punten 18 km: 7,250 (2:02.36) schans: 14,562 (49,5+50,5m)  |
| Franz Wende       | mannen     | dnf       | opgave                                                            |

### Schansspringen
| Olympiër       | Discipline | Resultaat | Prestatie                   |
| -------------- | ---------- | --------- | --------------------------- |
| Rudolf Burkert | mannen     | Brons     | 17,937 punten (57,0+59,5 m) |
| Willy Möhwald  | mannen     | 15e       | 15,500 punten (46,0+59,0 m) |
| Josef Bím      | mannen     | 20e       | 14,728 punten (49,5+51,0 m) |
| Karl Wondrak   | mannen     | 21e       | 14,478 punten (48,5+51,0 m) |

### IJshockey
| Olympiër | Discipline    | Resultaat | Prestatie                                                                    |
| --- | ------------- | --------- | ---------------------------------------------------------------------------- |
| Wolfgang Dorasil Karel Hromádka Jan Krásl Johann Lichnowski Josef Maleček Jan Peka Jaroslav Pušbauer Jaroslav Řezáč Josef Šroubek Miroslav Steigenhöfer Jiří Tožička | ijshockey (m) | 5e        | groepsfase: 0 - 3 Tsjecho-Slowakije - Zweden 3 - 2 Tsjecho-Slowakije - Polen |

Argentinië · België · Canada · Duitsland · Estland · Finland · Frankrijk · Groot-Brittannië · Hongarije · Italië · Japan · Joegoslavië · Letland · Litouwen · Luxemburg · Mexico · Nederland · Noorwegen · Oostenrijk · Polen · Roemenië · Tsjecho-Slowakije · Verenigde Staten · Zweden · Zwitserland